# No estás sola
No estás sola: la lucha contra La Manada es una película documental española de 2024, escrita y dirigida por Almudena Carracedo y Robert Bahar, sobre el caso de violencia sexual de La Manada que se produjo durante los Sanfermines de 2016, en Pamplona. La película ha sido producida por Lucernam Films y se distribuye por la plataforma estadounidense Netflix.

## Sinopsis
Producido en secreto durante más de tres años y medio, este documental recorre los acontecimientos alrededor de la agresión sexual sufrida por una joven que tuvo lugar el 6 de julio de 2016, durante las fiestas de San Fermín, por parte de cinco hombres que se autodenominaban La Manada. A través de una narración de las víctimas, con Natalia de Molina y Carolina Yuste poniendo sus voces para proteger su anonimato, el largometraje expone los errores del sistema judicial, los medios de comunicación y la sociedad en su tratamiento sobre la violencia sexual.
Almudena Carracedo y Robert Bahar, directores del premiado documental El silencio de otros sobre víctimas del franquismo, realizaron para No estás sola más de sesenta horas de entrevistas, cincuenta horas de material visual original y cerca de mil horas de archivo. Además, se ofrecen testimonios y análisis de varios expertos policiales así como de algunas personas protagonistas del caso pertenecientes al ámbito judicial, como la fiscal Elena Sarasate, político, como el alcalde de Pamplona en 2016, Joseba Asiron, mediático, como la periodista Ana Requena, y feminista.
El documental también abarca la agresión en Pozoblanco, cometida por cuatro de los mismos acusados, y el asesinato de Nagore Laffage en 2008, lo que permite ver una evolución sobre la percepción de los diferentes casos en la sociedad española. Además, se muestra cómo el movimiento feminista se organizó para apoyar a la víctima usando las consignas “Hermana, yo sí te creo”, “No es abuso, es violación” y “No estás sola”, y facilitando que este caso se convirtiera en el catalizador del primer movimiento #MeToo español utilizando en redes sociales el hashtag #Cuéntalo. Estas manifestaciones en diversos lugares de España y de varios países de América Latina, culminaron en unas movilizaciones feministas masivas en 2018 y en un cambio de legislación que ponía el foco en el consentimiento sexual pasando de la idea de “No es no” a “Solo sí es sí”, articulada en la Ley Orgánica de Garantía Integral de la Libertad Sexual de 2022 impulsada por el Ministerio de Igualdad.

## Estreno
Previamente a su estreno en Netflix el 1 de marzo de 2024, se organizaron varios pases en salas de cine en diferentes ciudades de España. Algunos de estas proyecciones contaron con la participación de sus directores Almudena Carracedo y Robert Bahar, como en la Academia de las Artes y las Ciencias Cinematográficas de España (AACCE), donde también asistieron diferentes representantes del Gobierno de España.